# SNFU
SNFU sono stati un gruppo musicale skate punk formato nel 1982 da Mr. Chi Pig (voce).

## Storia del gruppo
La band era inizialmente originaria di Edmonton (Alberta, Canada), e successivamente dislocata a Vancouver. Il gruppo, già dal primo disco, ebbe la caratteristica di nominare gli album con sette parole. Il loro primo album ed il più influente fu And No One Else Wanted to Play. 

Il nome della band è un acronimo per "Society No Fucking Use", espressione che, tradotta in modo non volgare, significa "La società non serve a niente"; "SNFU" rimanda inoltre a "snafu", termine del gergo militare che indica uno stato o una situazione caotica. 

Gli SNFU erano conosciuti per i loro concerti, la rivista Flipside li votò come "miglior gruppo live" nel 1987, battendo i Red Hot Chili Peppers e i Fugazi, entrambi con intense attività live. Durante gli anni '90, Chi lavorò per una band punk di Vancouver, i "The Wongs", registrando con loro un EP con il nome della band. Alla fine dell'estate 2005, dopo 23 anni di attività, 9 album completi e molti tour mondiali, i membri degli SNFU annunciarono la volontà di non continuare a suonare sotto il nome del gruppo. Mr. Chi Pig dichiarò che il gruppo SNFU non si sarebbe sciolto finché egli sarebbe rimasto in vita, essendo di fatto l'unico membro della band. 

La sua morte, avvenuta il 16 luglio 2020, ha segnato la fine degli SNFU.

## Formazione

### Ex componenti
- Mr. Chi Pig - voce
- Dave Bacon - basso
- Marc Belke (Muc) - chitarra
- Brent Belke - chitarra
- Warren Bidlock - basso
- Curtis Creager - basso
- Rob Johnson - basso
- Evan C. Jones - batteria
- Dave Rees - batteria
- Jimmy Schmitz - basso
- Jon Card  - batteria
- Ted Simm - batteria
- Shane Smith - batteria
- Sean Stubbs - batteria
- Chris Thompson - batteria
- Matt Warhurst - basso

## Discografia
- 1984 - Victims of the Womanizer 7"
- 1985 - ...And No One Else Wanted to Play
- 1986 - If You Swear, You'll Catch No Fish
- 1987 - She's Not on the Menu 7"
- 1988 - Better Than a Stick in the Eye
- 1990 - Real Men Don't Watch Quincy 7"
- 1991 - The Last of the Big Time Suspenders
- 1993 - Something Green and Leafy This Way Comes
- 1995 - The One Voted Most Likely to Succeed
- 1996 - FYULABA (Fuck You Up Like a Bad Accident)
- 1998 - Let's Get It Right the First Time
- 2000 - The Ping Pong EP
- 2004 - In The Meantime and In Between Time
- 2013 - Never Trouble Trouble Until Trouble Troubles You